# Aura II: Gli anelli sacri
Aura II: Gli anelli sacri  è un videogioco d'avventura sviluppato dalla Streko-Graphics Inc. e pubblicato da The Adventure Company il 4 maggio 2007, il gioco è un punta e clicca in prima persona, di tipo tradizionale ed è il seguito di Aura: Mondi paralleli.

## Trama
Il gioco inizia dove terminava il precedente, con il protagonista Umang che ha terminato la sua missione. Stavolta la confraternita dei guardiani lo incarica di difendere gli anelli sacri e i manufatti da una setta segreta capeggiata da Durad che se ne vuole impadronire.

## Sequel
Alla fine del 2011 è prevista l'uscita del terzo capitolo della saga, dal titolo Aura III: Catarsi.